# بطيحة الوافدين
بطيحة الوافدين قرية سوريّة تتبع إداريّاً لمحافظة ريف دمشق منطقة مركز ريف دمشق ناحية دوما، بلغ تعداد سكانها 16,539 نسمة حسب التعداد السكاني لعام 2004.